# Фейт Коннорс
Фэйт Коннорс, также известная под псевдонимом Феникс Карпентер, является вымышленным персонажем и главным героем экшн-игры 2008 Mirror’s Edge. Представленная в игре как «Бегун», Фэйт доставляет предметы для революционных групп, скрывающихся от тоталитарного правительства. В дополнение к игре Фэйт также сыграла главную роль в комиксовом дополнении и появилась в перезагрузке игры Mirror’s Edge Catalyst .
Её голос предоставлен Жюль де Йонг в Mirror’s Edge, а её голосовые клипы используются в дополнительных играх Mirror’s Edge 2D и Mirror’s Edge (iOS). Фэй Кингсли озвучивает Фэйт в перезагрузке основной игры Mirror’s Edge Catalyst . Разработчики поместили игру в вид от первого лица, чтобы игрок частично ассоциировал себя с персонажем. Дизайн Фэйт был призван понравиться как мужчинам, так и женщинам, и балансировал её точёные формы с чистой, минималистской эстетикой игры.
Персонаж получил в основном положительный отклик благодаря большому вниманию, уделённому её дизайну. Она была включена во многие топ-листы главных героев и хорошо принята как женский персонаж. Тем не менее, некоторые критиковали ее за некоторые аспекты, такие как отсутствие личности.

## Обзор персонажа
Фэйт зарабатывает на жизнь как «Бегун», курьер, который доставляет посылки по городу, ее услуги востребованы революционными группами, которые избегают общения по телефонным и электронным каналам с высокой степенью контроля. На ее лице имеется характерная татуировка вокруг правого глаза, имитирующая логотип игры. Отношение Фэйт к тоталитарному правительству коренится в ее прошлом; ее родители активно участвовали в протестных движениях, когда она была маленькой, проводя кампанию, чтобы удержать город от перехода к репрессивному режиму. Ее мать была убита во время «ноябрьских беспорядков» — мирные протесты пошли не так — и Фэйт сбежала из дома, когда ей было 16 лет, живя жизнью вора на городских улицах. Фэйт стала Бегуном после встречи с Меркьюри (или Мерк), бывшим Бегуном, который теперь обучает новых сотрудников, ищет работу для них и обеспечивает их сведениями и поддержкой по радио во время работы.
Фэйт обычно предстаёт в черной майке с белыми полосами по бокам, показывающей ее руки и татуировку. На руке она носит черную спортивную повязку, чтобы прикрыть локоть, и красную перчатку, чтобы символизировать себя. В Mirror’s Edge Catalyst ее перчатка оформлена красным и черным. У нее короткие черные волосы, которые опускаются до плеч; в Mirror’s Edge Catalyst её облик стилизован так, что волосы длиннее спереди, чем сзади. Она носит белые брюки-карго с несколькими большими резиновыми полосами над штанами на трицепсах и одноногие красные кроссовки без носков.

## Создание и развитие
До того, как разработчики сделали её главным героем игры, Фэйт была изначально задумана как просто еще один «член банды». Жюль де Йонг озвучивает Фэйт в игре. 
"Для нас было важно, что она ощущается человеком, а не сверхчеловеком, вдохновляющей, а не неприкосновенной, настоящим героем."
 Персонаж был призван понравиться как женщинам, так и мужчинам. Избегая клише «мускулистых» мужчин и «хорошо обеспеченных» женщин, Фэйт была задумана как «более взрослый, минималистичный и ориентированный на моду персонаж». Разработчики хотели, чтобы она была привлекательной, а не «супермоделью», а вместо этого «доступной и гораздо более реальной». Ее внешность также отражала ее собственный атлетизм. Ее ярко-красные туфли и перчатки, а также ее татуированное тело призваны продемонстрировать ее «гранёное» отношение. Тем не менее, было важно, чтобы дизайн соответствовал чистой, минималистической эстетике игры.
Разработчики решили ввести в игру вид от первого лица, чтобы игрок ассоциировал себя с Фэйт, а не просто наблюдал за ней, а также добавили ощущение «пребывать в боевике, а не играть в него». В результате модель Фэйт в значительной степени не видна в игре, кроме отражений, в то время как кат-сцены вместо этого представляют ее в 2-D анимационном стиле. Продюсер Ник Ченнон считал, что это добавило ощущение «мистики» и помогло сделать Mirror’s Edge уникальным. До того, как эти размышления получили огласку, другой продюсер Джон Риццителло высказывался против перспективы от первого лица, поскольку он хотел видеть Фейт в игре, что и привело к их созданию.
При пересоздании Фэйт для второй игры разработчики начали с ее цветовой схемы: «белое, красное, черное». Ее перчатка была сохранена, и дизайнеры считают ее знаковой частью ее характера. Еще раз, её дизайн должен был быть «изящным, минималистичным», с «определенным отношением». Цвета, используемые для акцентирования, были отобраны весьма преднамеренно. Ее дизайн должен был отражать ее собственные силы. В предстоящей игре они надеялись раскрыть больше мотивов Фэйт, отметив, как она татуировала свой глаз, чтобы подчеркнуть свою натуру.

## Участие

### Mirror’s Edge
Фэйт дебютировала в 2008 году в Mirror’s Edge. На протяжении всей игры её действиями руководит через устройство связи человеком под кодовым именем «Мерк». После доставки посылки Целесте, другой Бегущей, Фэйт узнает, что её сестра-близнец Кейт, которая работает полицейским, может быть в беде, и бросается искать её. Фейт находит Кейт, стоящую над телом Роберта Поупа, кандидата в мэры. Кейт отказывается уходить с Фейт и её арестовывают, а Фейт находит записку с надписью «Икар» в руке Поупа. Она узнает, что Трэвис «Ропберн» Берфилд, глава службы безопасности Поупа, может быть причастен к его убийству посредством Джекниф, бывшего Бегуна. После встречи с вышестоящим офицером Кейт, лейтенантом Миллером, Фэйт отправляется на встречу, назначенную Ропберном, где он ее обнаруживает. Фэйт удается выиграть бой, сбивая его с крыши, и она допрашивает его, пока он там висит. Прежде чем он смог дать какую-либо жизненно важную информацию, в него стреляет неизвестный убийца, заставляя его упасть и разбиться насмерть. Фэйт исследует охранную фирму, помогающую полицейским силам бороться с Бегунами и обнаруживает их работу над «Проектом Икар», программой, предназначенной для подготовки своих войск в стиле паркура, чтобы противостоять Бегунам. Фэйт находит убийцу Ропберна и обнаруживает, что та на самом деле Целеста, помогающая Икару в порядке обеспечения своей собственной безопасности.
Фэйт устраивает засаду на полицейский конвой, сопровождающий Кейт, успевшую получить приговор суда за время вышеописанных событий, чтобы спасти её. Она дает Кейт своё устройство связи, так что Мерк может вести её в укрытие, пока она отвлекает полицию. Когда Фэйт возвращается в укрытие, она обнаруживает, что Мерк умирает, а Кейт снова поймана. Когда Мерк умирает, он говорит Фэйт, что Кейт находится в «Осколке», месте, где находятся серверы, на которых работают городские системы наблюдения. С помощью Миллера Фэйт уничтожает эти серверы и достигает крыши здания, обнаруживая Кейт, которую держит Джекниф, являющийся частью Проекта Икара и использовавший Фэйт, чтобы находить слабые стороны в организации Бегунов. Джекниф пытается уйти с Кейт на вертолете, но Фейт прыгает и выбивает его из вертолета, в результате чего тот падает, а Джекниф разбивается о землю. Конечные титры показывают, что, хотя все еще разыскиваемые Фэйт и Кейт сбежали, в результате проект Икар только ускорился.

### Комиксовая серия
После публикации Mirror’s Edge была создана комикс-серия из шести выпусков. В событиях до начала игры, Фэйт играет главную роль. Производство комикса стало результатом соглашения, заключенного EA Games с DC Comics.
Автор игры Рианна Пратчетт написала мини-комикс на шесть страниц в качестве пробного материала, который был выпущен на Comic-Con 2008. Он получил успех, и её наняли для работы над комиксом в отделе Вайлдсторм в DC. Серия позволила Пратчетт раскрыть персонажей и мир Mirror’s Edge глубже, чем это было возможно в игре.

### Mirror’s Edge Catalyst
Персонаж играет главную роль в Mirror’s Edge Catalyst 2016 года, перезапуске, который иначе подаёт её происхождение. Например, Кэт и Фэйт были разлучены ещё в детстве, Кэт становится не копом, а воспитывается Габриэлем Крюгером и становится его телохранителем, Фэйт получает тюремный срок до начала повествования и т.д.

### Другие игры
Фэйт была показана как эпизодическая роль в MySims SkyHeroes, хотя в конечном итоге она не появляется в самой игре. Точно так же она снялась в камео в агентах MySims в качестве трофея. Она фигурирует как играбельный персонаж в издании EA Sports 2011 NBA Jam: On Fire Edition .

## Восприятие
Фэйт получила положительный прием. GamesRadar присудил ей место № 96 в списке лучших героев видеоигр, похвалив ее мотивы и татуировку. Несмотря на то, что в конечном итоге Фэйт не нанесла решающий удар, сотрудники Game Informer включили её в коллекцию «30 персонажей, которые определили десятилетие», а Меган Мари сказала «в сочетании с силой, интеллектом и настойчивостью, жесткое поведение Фейт в хрупкой упаковке вознесло её бегающую голову и плечи над толпой женских ножниц для печенья». Дреа Авеллан из Комплекса поставил ее на 3-е место в списке самых «задиристых» игровых персонажей.
До объявления сиквела Фэйт была включена в список Аннет Гонсалес из списка персонажей Game Informer, о котором они хотели узнать больше. UGO Networks также жаловались на отсутствие продолжения истории, отмечая, что «она была создана, чтобы быть атлетичной, а не сексуальной» в отличие от большинства других женских персонажей. Точно так же Мариуш Корышевский, пишущий для польского сайта GameStar, назвал ее одной из пяти женских персонажей видеоигры, которые заслуживают большего признания, комментируя относительное отсутствие успеха у игры в мейнстриме.

### Внешний вид
Ее визуальный дизайн привлек внимание. Перед выпуском игры Скотт Шарки из 1UP.com поместил ее под № 4 в свой список «самых привлекательных, не сексуализированных женщин в играх», прокомментировав «взгляд на нее заставляет задуматься о том, какова её история, а не сколько человеко-часов были потрачены на настройку ее физики груди». После выхода Game Informer назвал Фэйт одним из персонажей, хорошо спроектированных, чтобы быть запоминающимся, восхваляя ее практичность, женственность и «грубое и жёсткое поведение». В списке Бретта Элстона из GamesRadar «вкусных героинь видеоигр» Фэйт появляется под № 5. Элстон прокомментировал, как Фэйт «проходит чрезвычайно тонкую грань между крутой девочкой и» грирлом "" и как «иногда в стремлении сделать сильную ведущую леди, создатели заходят слишком далеко. Фэйт была примером правильного баланса». В дополнение к своей похвале в списке лучших героев, GamesRadar назвал ее татуировки одними из «самых болезненных» в играх в статье, написанной Эшли Ридом и Мэттом Брэдфордом. Они высоко оценили то, как они раскрыли историю персонажа, а также то, как они стояли перед лицом тоталитарного правительства в игре. Вьетнамская ежедневная газета Thanh Niên оценила ее как 20-го самого сексуального женского персонажа в 2015 году.
Так что же делает людей вроде Снейка, Марио или даже Дюк Нюкем намного более знаковыми и запоминающимися, чем Фэйт? Дюк на самом деле лучший пример, так как у него, в отличие от Фэйт, нет надуманной предыстории, прошлой травмы, и только слабая мотивация. Тем не менее, Дюк Нюкем, из всех людей, обладает большей глубиной характера, чем Фэйт, и все, что ему нужно было сделать, это надеть солнцезащитные очки и сказать: «Пришло время надирать задницы и жевать жвачку, а у меня закончилась жвачка».
 Тем не менее, Эндрю Ванден Босше из Gamasutra прокомментировал, что «Mirror’s Edge, похоже, делает шаг вперед только благодаря своим визуальным эффектам: дизайн персонажей Фэйт гораздо более революционен, чем ее личность», называя ее личность характерной среди героинь видеоигр и критикуя отсутствие у неё должной мотивации. Брайан Эшкрафт из Kotaku сообщил о редизайне персонажа, сделанном в угоду корейским фанатам, в котором используются азиатские стандарты красоты. Том Фаррер, продюсер игры, комментируя, как Фэйт была изменена, чтобы стать «реальной», нашел конечный образ «довольно грустным». Аналогичным образом Эшкрафт сообщил о японских комментариях, направленных против ее дизайна в предстоящей игре Mirror’s Edge .

### Как женщина
Фэйт привлекла внимание как женский персонаж. Энди Хартуп из GamesRadar назвал ее одним из 12 самых вдохновляющих персонажей женского пола в играх, отметив удобство игры с точки зрения первого лица. SFGate назвал ее одной из девяти величайших героинь видеоигр, сравнивая игру с Run Lola Run отчасти из-за их «ведомых» главных героев. CNET включил ее в список «леди из видеоигр, которые потрясают», отметив ее брюки и обувь, оставляющие след в памяти. Отметив, как она преодолела многие тенденции для женских игровых персонажей, Майкл Ружо, написавший для Complex, перечислил ее как одну из 50 величайших героинь в истории видеоигр. Даррен Франич из Entertainment Weekly назвал ее одной из 15 «сногсшибательных женщин в видеоиграх», как и Бриана Лоуренс из Mania Entertainment в топ-13. Дант Рэмбо из GameZebo посчитал, что разработчикам удалось сделать персонажа привлекательным для обоих полов без сексуализации. IGN назвала ее «одной из самых сильных женщин в современной игровой среде», поместив ее на 3-е место в своем топ-списке женских игровых героинь. В 2008 году читатели IGN также проголосовали за присуждение Фэйт № 3 среди женских игровых персонажей, отдав ей 14 % голосов.